# ...e poi, non ne rimase nessuno
...e poi, non ne rimase nessuno (And Then There Were None) è un film del 1974 diretto da Peter Collinson, basato sul romanzo Dieci piccoli indiani di Agatha Christie.

## Trama
Un misterioso invito da parte di uno sconosciuto che si firma U. N. Owen conduce 10 persone, attirate con strani pretesti, a soggiornare in un'isolata dimora del deserto dell'Iran, senza telefoni né nessun altro supporto in grado di mettere in comunicazione con l'esterno e a duecento miglia dal centro abitato più vicino. Appena arrivati, i dieci ospiti non trovano il padrone di casa e iniziano a presentarsi. Per conoscersi meglio, decidono di cenare e notano su un tavolo delle statuine, ovvero "Dieci Piccoli Indiani" che li rappresentano. Durante il pasto, scoprono che in ognuna delle loro stanze è presente la filastrocca di questi indiani, che non augura nulla di buono.
Gli ospiti, attraverso una registrazione di U.N. Owen, vengono accusati di vari delitti da loro commessi e ancora impuniti, per i quali tutti pagheranno ora la pena con la loro vita: Michel Raven, musicista di piano-bar, viene accusato di avere investito due persone a Parigi mentre era ubriaco; Ilona Morgan, attrice, viene accusata di avere ucciso il marito; Vera Clyde, segretaria, viene accusata di aver avvelenato il fidanzato di sua sorella; Wilhelm Blore, poliziotto, accusato di aver fatto imprigionare un uomo innocente, che in seguito morì in prigione; Edward Armstrong, medico, accusato di avere operato una donna ubriaco, causando la sua morte; Hugh Lombard, uomo d'affari, accusato di aver ucciso la donna che doveva supportare il figlio fuori dal matrimonio; Arthur Cannon, giudice, accusato di aver condannato a morte un uomo innocente; Elsa Martin, domestica, accusata di aver aiutato il marito a causare la morte del suo datore di lavoro; Otto Martin, domestico, accusato di aver causato la morte del suo datore di lavoro aiutato dalla moglie; Andrew Sander, generale militare, accusato di essere stato responsabile della morte di cinque uomini sotto il suo comando.
Uno per volta, iniziano a morire tutti, mentre le statuine indiane si vanno rompendo: il primo è Michel Raven, ubriacone, che beve un drink avvelenato, la seconda è Elsa Martin che si dà alla fuga, ma viene strangolata attorno a un pilastro, nella notte. Il generale Andrew Sander decide di organizzare la ricerca dell'assassino, dividendosi in coppie. In seguito, Sander viene pugnalato a morte nelle catacombe dell'Hotel. Dalle ricerche, i presenti capiscono di essere rimasti solamente in sette e che quindi l'assassino è uno di loro.
Il giorno dopo, Otto Martin scappa nel deserto e esasperato dal caldo, prende la borraccia, ma si rende conto che è vuota accasciandosi a terra. Ilona rivela la causa del suicidio di suo marito; più tardi viene morsa da un serpente velenoso. Rimangono solo in cinque e decidono di rivelare le cause dei loro crimini impuniti. Vera ritorna nella sua stanza, ma un suo urlo fa accorrere tutti gli ospiti. In questa situazione concitata, il giudice Cannon viene trovato morto nella sua stanza, con un colpo di pistola alla testa.
Il dottor Armstrong incomincia ad accusare Vera e decide quindi di chiuderla nella sua stanza. Hugh, nella notte, va da Vera aprendo la sua stanza con un'altra chiave. Hugh dà la sua arma a Vera e rivela di chiamarsi in realtà Charles Morley; il "vero" Hugh Lombard era in realtà il suo migliore amico, morto suicida. Nelle rovine, Blore viene spinto misteriosamente da un ripiano. Vera e Morley trovano il cadavere del dottor Armstrong e capiscono di essere rimasti soltanto in due, così come le statuine indiane.
Vera spara a Morley e ritorna nell'hotel dove trova una sedia con un cappio sopra. Il giudice Cannon è in realtà vivo, la sua morte era stata inscenata grazie all'aiuto del dottor Armstrong. Essendo giudice, vuole vedere la giustizia perfetta e, visto il suo ruolo, essere l'esecutore della pena destinata ai colpevoli. Invita quindi Vera a impiccarsi perché essendo l'ultima rimasta, rimanendo viva potrebbe essere accusata di essere l'assassina. Il giudice beve il veleno ma, poco prima di morire, vede Morley ancora vivo; in realtà Vera e Morley hanno inscenato la morte di Morley, e Cannon muore rendendosi conto di avere fallito il suo piano. La coppia è in realtà innocente e poco più tardi, viene prelevata da un elicottero.